# Trigonomima argentea
Trigonomima argentea är en tvåvingeart som beskrevs av Shi 1992. Trigonomima argentea ingår i släktet Trigonomima och familjen rovflugor.
Artens utbredningsområde är Yunnan (Kina). Inga underarter finns listade i Catalogue of Life.